# Корпус корабельных инженеров
Корпус корабельных инженеров (ККИ) — формирование в Российском императорском флоте, к которым причислялись корабельные инженеры — специалисты, не состоящие на флотской строевой службе.

## Основание
14 декабря 1826 года указом императора Николая I был образован Корпус корабельных инженеров. Корабельные мастера, их помощники, драфцманы и тиммерманы офицерских чинов были переименованы в корабельных инженеров. Был определён штат Корпуса корабельных инженеров с общим числом 11 чинов на 105 человек. Корабельные инженеры не имели классности Табели о рангах, а имели только чины сухопутные, с преимуществом по отношению к сухопутным чинам Инженерного корпуса..
6 января 1827 года именным указом императора Николая I генерал-майор Брюн С. Катерин был назначен инспектором Корпуса корабельных инженеров (высший чин корпуса). В указе были определены его обязанности: «…быть Инспектором по искусственной части, как то: иметь наблюдение за прочностью строения и чистотою отделки судов, рассматривать проекты и чертежи по кораблестроительной части и наблюдать тоже, в сходствии ли с ними производятся практическия работы».
Кадры для Корпуса корабельных инженеров готовились в Кондукторских ротах Учебного морского рабочего экипажа в Санкт-Петербурге.

## Реорганизация
15 мая 1886 года указом Императора Александра III Корпус корабельных инженеров был реорганизован. Были введены пять особых должностных званий для корабельных инженеров: инспектор кораблестроения, старший судостроитель, младший судостроитель, старший помощник судостроителя, младший помощник судостроителя. Были определены 90 должностей, занимаемых корабельными инженерами.

## Упразднение званий Корпуса
В 1908 году особые звания Корпуса были упразднены, а корабельные инженеры опять приравнены к прочим офицерам флота, служившим «по Адмиралтейству», как это было до 1886 года.

## Форма одежды
- Форма одежды корпуса инженер-механиков флота и корпуса корабельных инженеров образца 1886[4] и 1899 года[5]

Форма одежды корпуса инженер-механиков флота и корпуса корабельных инженеров образца 1886 и 1899 года
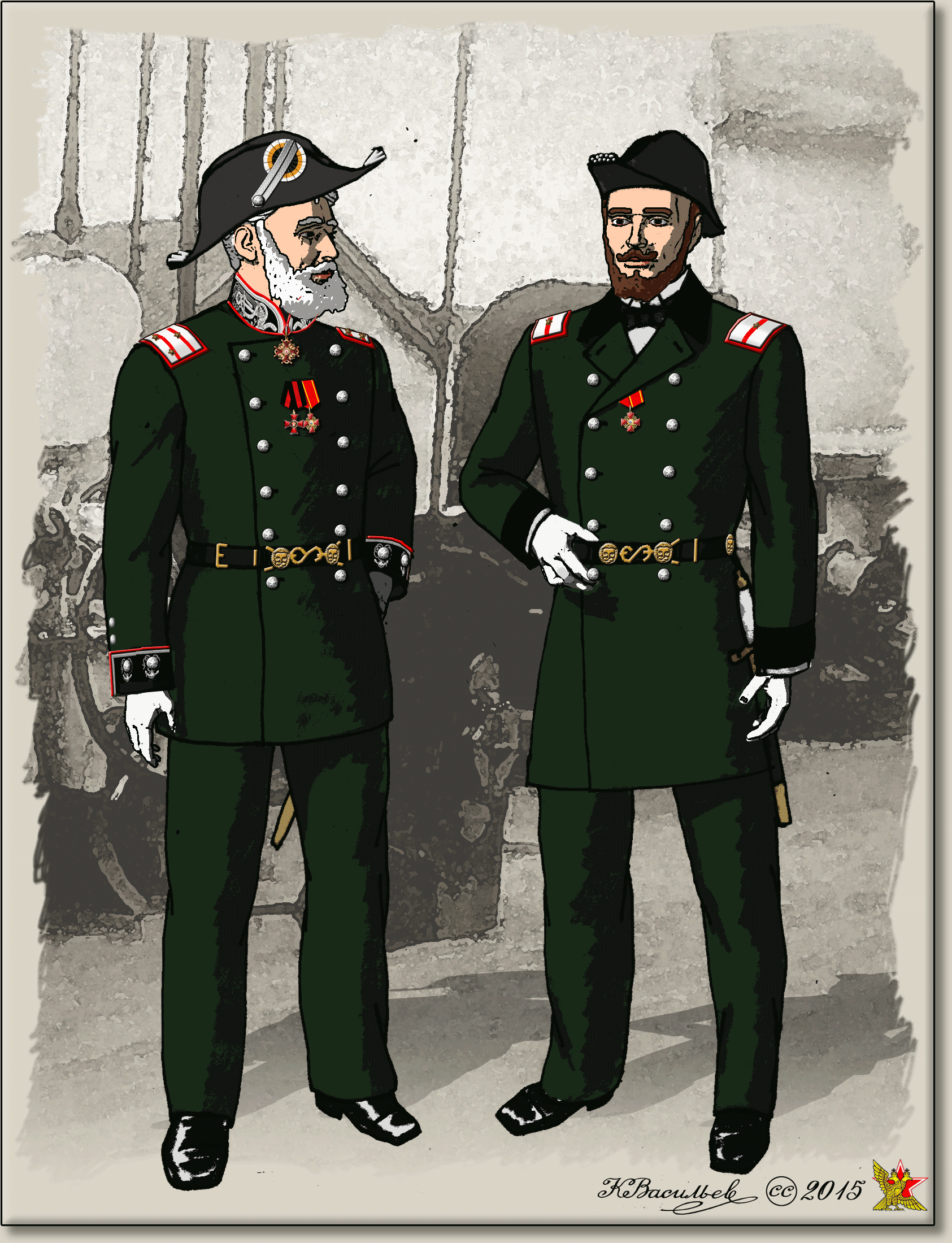
Слева: старший инженер-механик, младший судостроитель в парадном мундире образца 1886 года. Инженер-механикам флота полагалась та же форма, но без красных кантов на обшлагах рукавов. Инспекторам кораблестроения и инспекторам механической части полагались на шароварах серебряные галуны и шляпа с генеральской петлицей. Справа: младший инженер-механик, младший помощник судостроителя в виц-мундире (обыкновенная форма) образца 1882 года. Корабельным инженерам полагалась та же форма, но с красными кантами на обшлагах рукавов. Инспекторам кораблестроения и инспекторам механической части полагалась шляпа с генеральской петлицей (как здесь). Галуны на шароварах обыкновенной формы не носились.
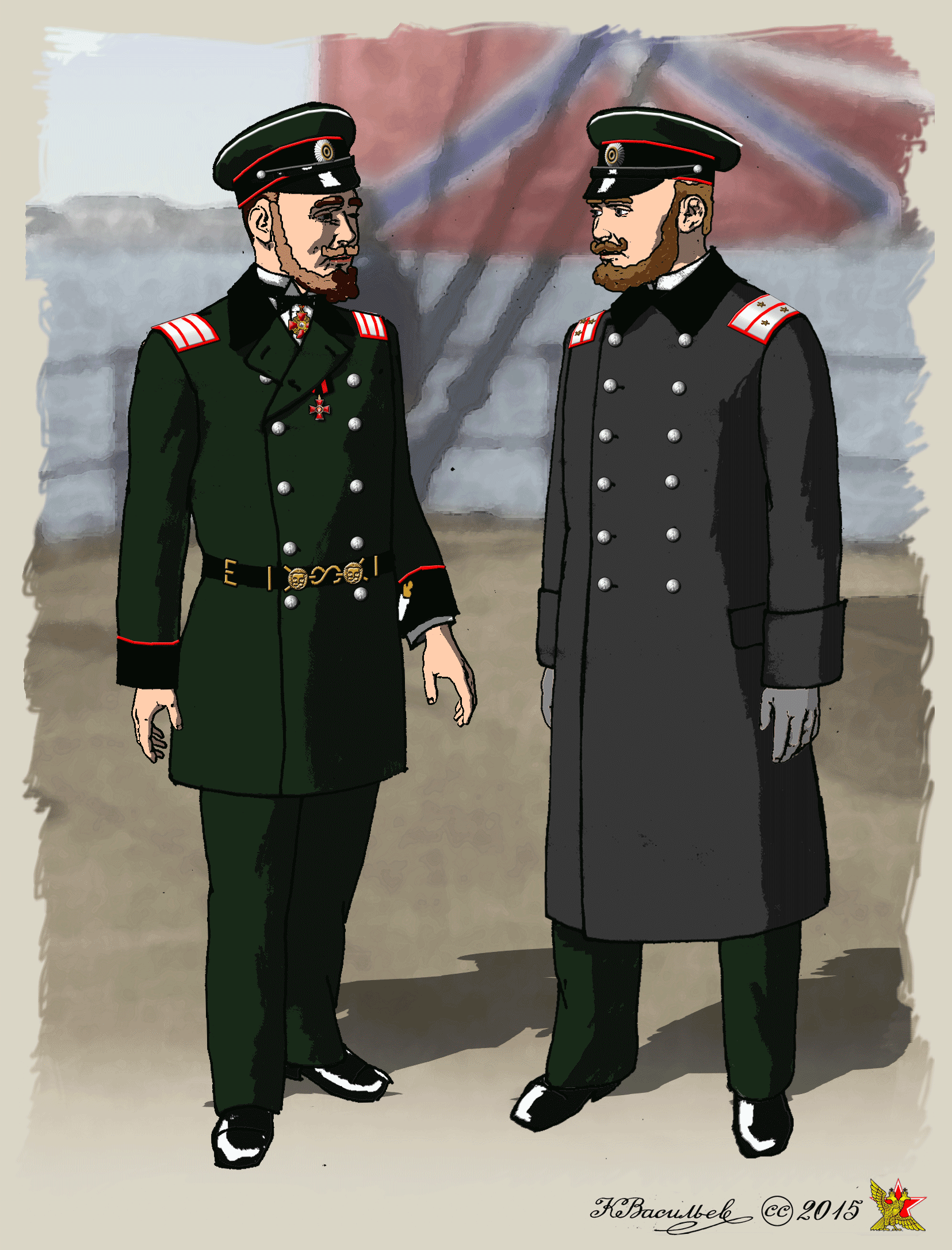
Слева: флагманский инженер-механик, старший судостроитель в сюртуке образца 1886 года. Инженер-механикам флота полагалась та же форма, но без красных кантов на обшлагах рукавов. Справа: помощник старшего инженер-механика, старший помощник судостроителя в плаще (пальто) образца 1886 года.
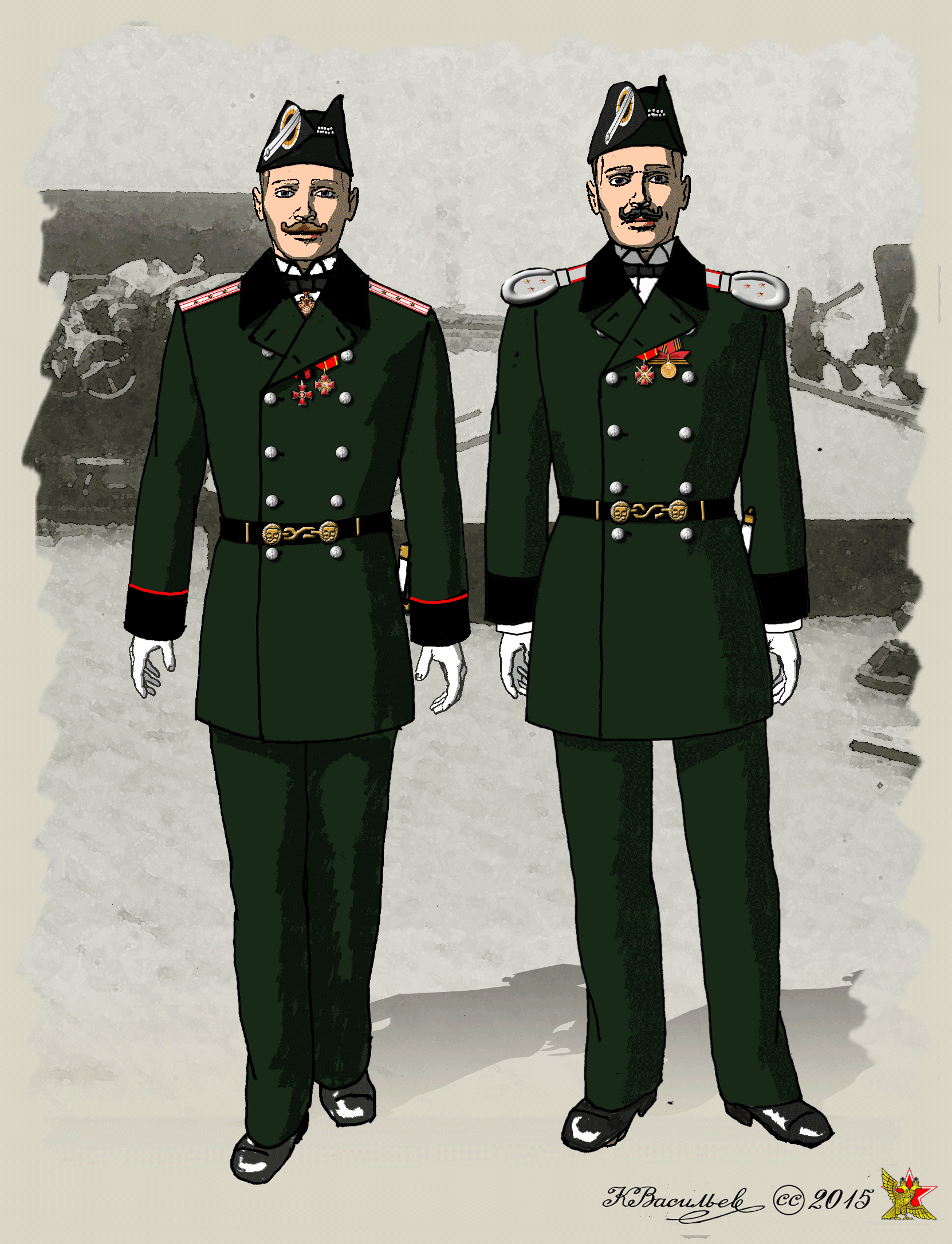
Слева: старший инженер-механик, младший судостроитель в обыкновенной форме одежды образца 1899 года. Инспекторам кораблестроения полагалась шляпа с генеральской петлицей. Справа: помощник старшего инженер-механика в обыкновенной форме одежды образца 1899 года. Инспекторам механической части полагалась шляпа с генеральской петлицей.
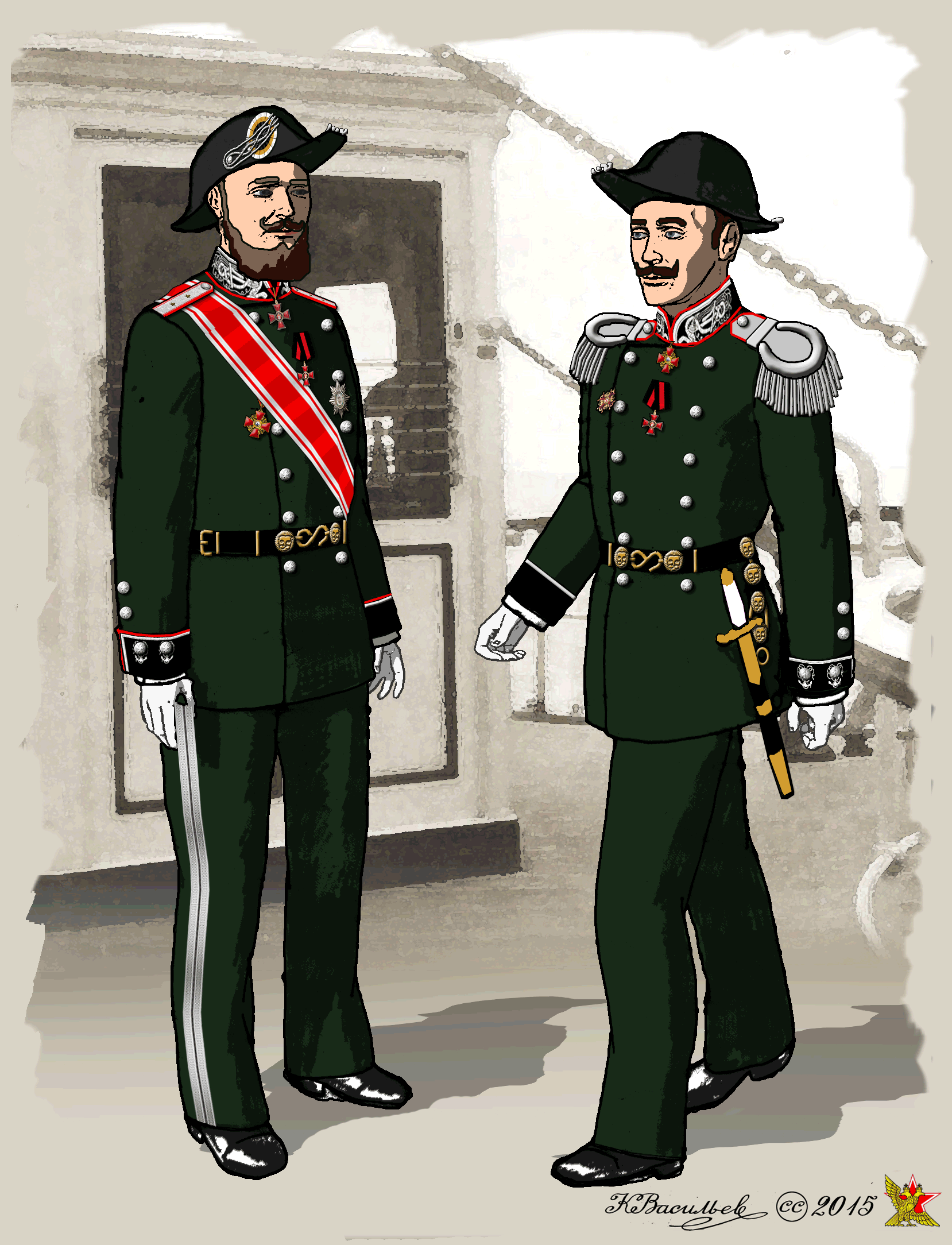
Слева: инспектор кораблестроения в парадном мундире образца 1899 года. Серебряные галуны на шароварах и шляпа с генеральской петлицей полагались только инспекторам кораблестроения. Прочим полагалась шляпа с офицерской петлицей. Справа: флагманский инженер-механик в парадном мундире. Шляпа с офицерской петлицей. Инспекторам механической части полагались на шароварах серебряные галуны и шляпа с генеральской петлицей.
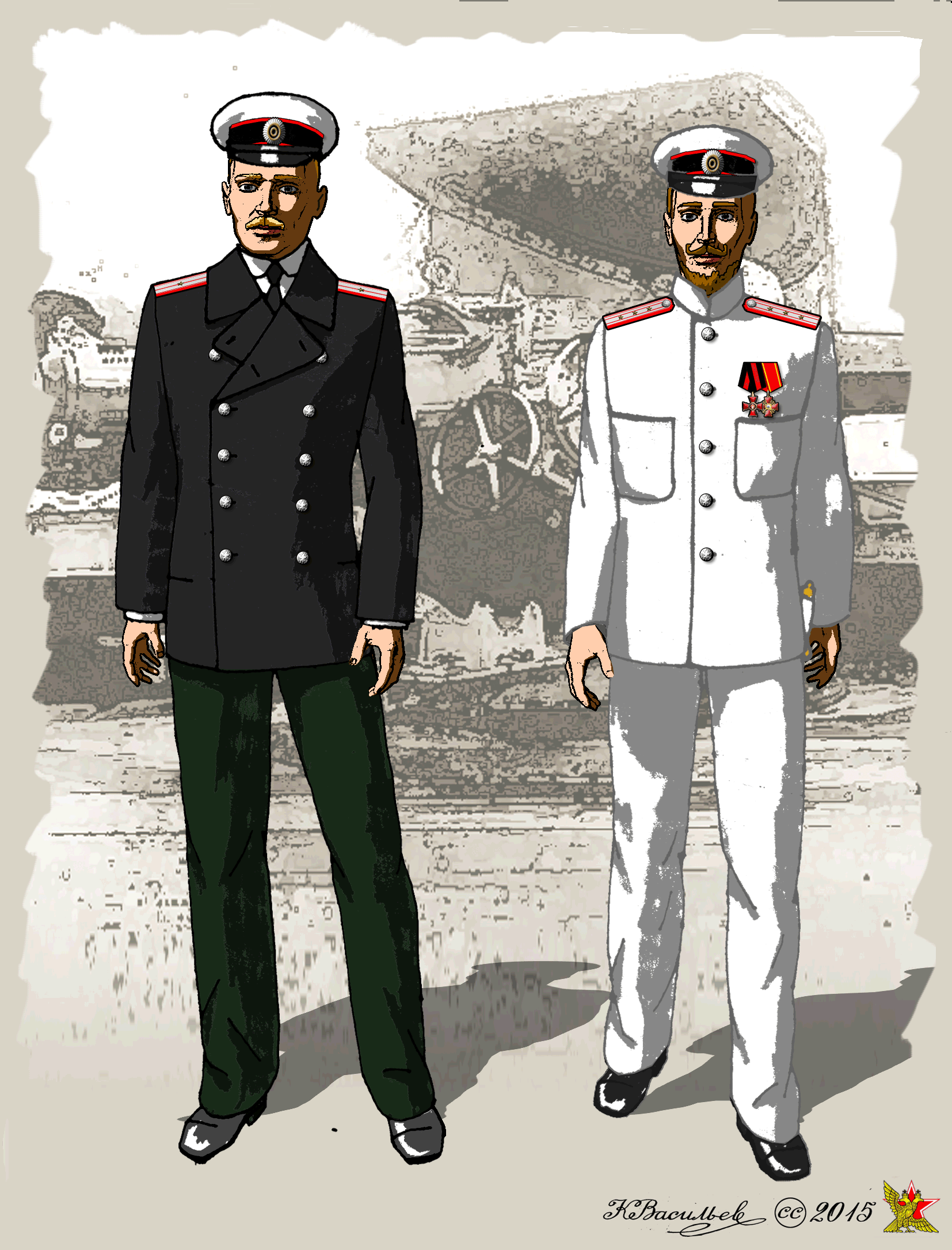
Слева: младший инженер-механик, младший помощник судостроителя в пальто укороченном. Фуражка в белом летнем чехле. Справа: старший инженер-механик, младший судостроитель в пальто укороченном. Фуражка в белом летнем чехле.
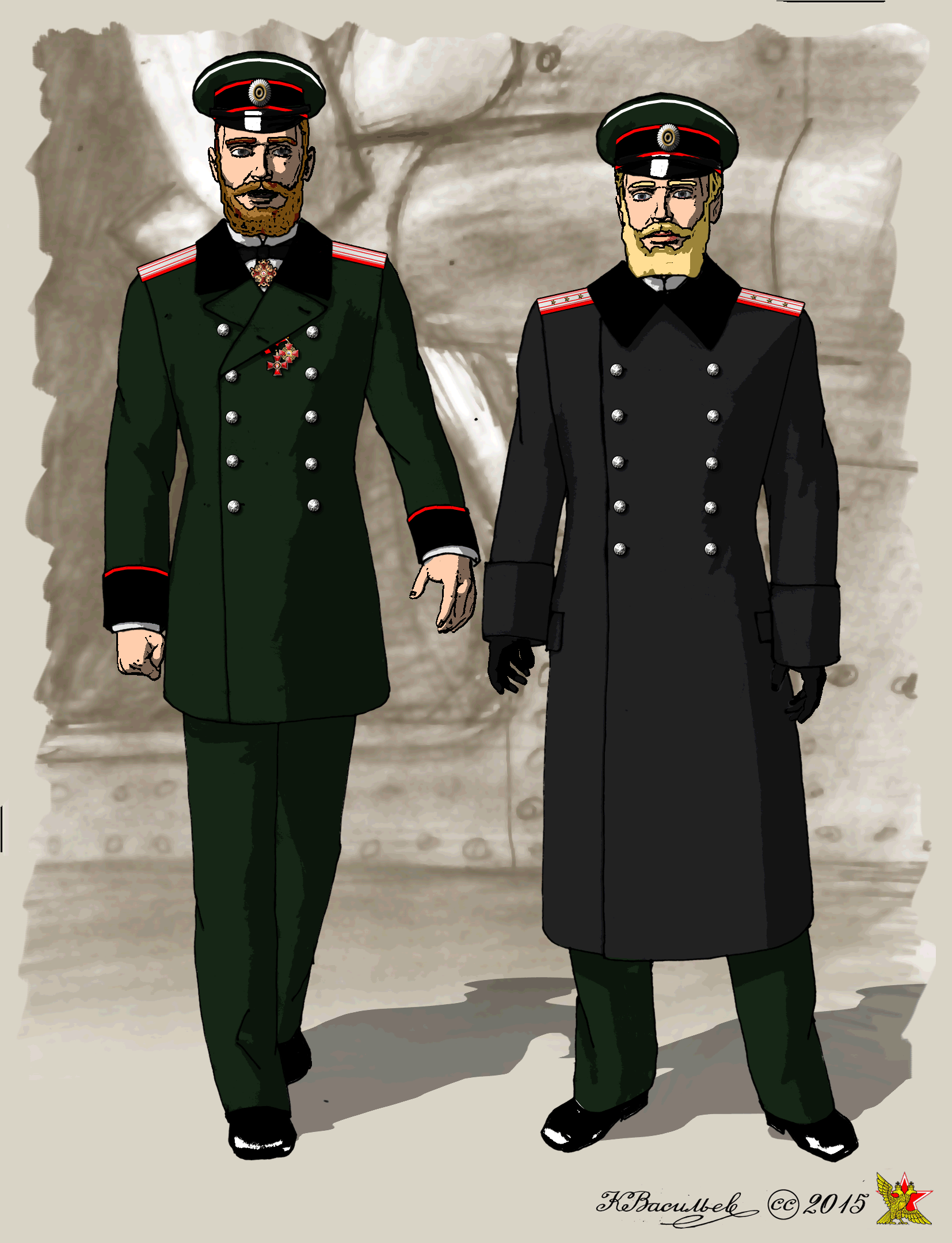
Слева: флагманский инженер-механик, старший судостроитель в сюртуке (инженер-механикам флота полагалась та же форма, но без красных кантов на обшлагах рукавов). Справа: старший инженер-механик, младший судостроитель в плаще (пальто).

## Знаки различия чинов

### С 1856 года

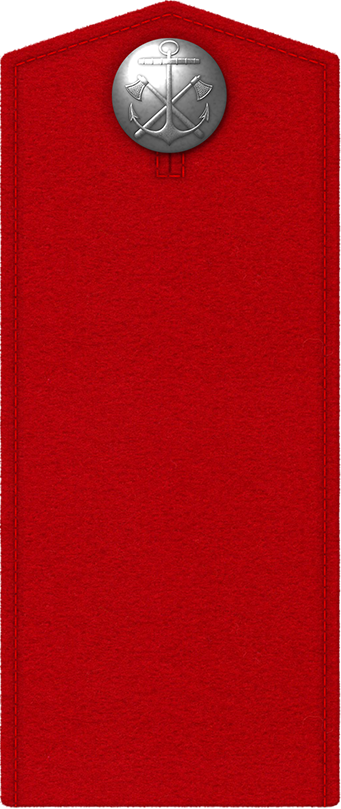
Погон кондукто́ра Корпуса корабельных инженеров, 1856 год

### 1886—1907 годы
|                                  |                           |                       |                       |                                |                                |  |  |
| Наплечное отличие обр. 1886 года |                           |                       |                       |                                |                                |  |  |
| Погоны обр. 1892 года            |                           |                       |                       |                                |                                |  |  |
| Классный чин                     | Инспектор кораблестроения | Старший судостроитель | Младший судостроитель | Старший помощник судостроителя | Младший помощник судостроителя |  |  |
|                                  |                           |                       |                       |                                |                                |  |  |
| Код                              | 14                        | 12                    | 11                    | 9                              | 8                              |  |  |
| Класс по Табели о рангах         | IV                        | VI                    | VII                   | IX                             | X                              |  |  |
| Группа                           | Адмиралы                  | Штаб-офицеры          | Штаб-офицеры          | Обер-офицеры                   | Обер-офицеры                   |  |  |

### 1907—1917 годы
| Классный чин             | Генерал-лейтенант ККИ | Генерал-майор ККИ | Полковник ККИ | Подполковник ККИ | Капитан ККИ  | Штабс-капитан ККИ | Поручик ККИ  | Подпоручик ККИ |  |  |
|                          |                       |                   |               |                  |              |                   |              |                |  |  |
| Код                      | 15                    | 14                | 12            | 11               | 9б           | 9а                | 8            |                |  |  |
| Класс по Табели о рангах | III                   | IV                | VI            | VII              | VIII         | IX                | X            |                |  |  |
| Группа                   | Адмиралы              | Адмиралы          | Штаб-офицеры  | Штаб-офицеры     | Обер-офицеры | Обер-офицеры      | Обер-офицеры | Обер-офицеры   |  |  |